# Choneplax littlerorum
Choneplax littlerorum är en blötdjursart som beskrevs av Boris I. Sirenko 2003. Choneplax littlerorum ingår i släktet Choneplax och familjen Cryptoplacidae. Inga underarter finns listade i Catalogue of Life.